# إدوارد بوفيري بيوسي
إدوارد بوفيري بيوسي (22 أغسطس 1800 - 16 سبتمبر 1882) كان رجل دين أنجليكانيًا إنجليزيًا، وكان أستاذًا للغة العبرية في جامعة أكسفورد لأكثر من خمسين عامًا. كما كان أحد الشخصيات الرائدة في حركة أكسفورد، مع اهتمامه باللاهوت المقدس والتيبولوجيا (أصل النمط).

## سنواته المبكرة
ولد في منزل بيوسي في قرية بيوسي في باركشير (الآن رسميًا جزء من أوكسفوردشير). وكان والده فيليب بوفيري بيوسي، الذي ولد باسم فيليب بوفيري وتوفي عام 1828، كان الابن الأصغر لجاكوب دي بوفيري الفيكونت فولكستون الأول؛ اتخذ لقب بيوسي بعد توليه العقارات الريفية هناك. ووالدته كانت السيدة لوسي بيوسي الابنة الوحيدة لروبرت شيرارد إيرل هاربورو الرابع، وكانت أرملة السير توماس كيف البارون السابع وعضو البرلمان، قبل زواجها بوالده عام 1798. وكان من بين إخوته شقيقه الأكبر فيليب بيوسي وأخته شارلوت التي تزوجت ريتشارد لينش كوتون.
التحق بيوسي بالمدرسة الإعدادية للقس ريتشارد روبرتس في ميتشام. ثم التحق بكلية إيتون حيث تعلم على يد توماس كارتر والد توماس ثيلسون كارتر. ومن أجل القبول بالجامعة تلقى تعليمه لفترة على يد إدوارد مالتبي.
في عام 1819 أصبح بيوسي من مرتادي كنيسة المسيح، وهي كلية في جامعة أكسفورد، حيث كان توماس فاولر شورت معلمه. وتخرج عام 1822 بالمرتبة الأولى.

## زميل وأستاذ
خلال عام 1823 جرى انتخاب بيوسي عن طريق المنافسة للحصول على زمالة في كلية أوريل بجامعة أكسفورد. وكان جون هنري نيومان وجون كيبل موجودين هناك كزميلين مسبقًا.
بين عامي 1825 و1827 درس بيوسي اللغات الشرقية واللاهوت الألماني في جامعة غوتينغن. وهناك ادعاء بأنه خلال عشرينيات القرن التاسع عشر لم يكن هناك سوى اثنين من أكاديميي أكسفورد يعرفون اللغة الألمانية، أحدهما إدوارد كاردويل، وسبقه هنري ليدون؛ ولكن لم يُثبت ذلك بشكل قاطع، نظرًا إلى أن ألكسندر نيكول الذي تجاهله ليدون كان يتراسل باللغة الألمانية.
في عام 1828 حاز بيوسي على رتبة كهنوتية، وتزوج بعد ذلك بوقت قصير. وقد تأثرت آراؤه بالاتجاهات الألمانية في اللاهوت. وفي ذلك العام أيضًا عين رئيس الوزراء دوق ولنغتون بيوسي أستاذًا للغة العبرية في جامعة أكسفورد بصفته كاهنًا كنسيًا في كنيسة المسيح.

## حركة أكسفورد
بحلول نهاية عام 1833 بدأ بيوسي التعاطف مع مؤلفي نشرات رسائل الزمن. وقد نشر الرسالة الثامنة عشرة عن الصوم في نهاية عام 1833، مضيفًا الأحرف الأولى من اسمه (حتى ذلك الحين كانت النشرات غير موقعة). «ومع ذلك لم يكن مرتبطًا بشكل كامل بالحركة حتى عامي 1835 و1836، عندما نشر كتابه عن المعمودية وأنشأ مكتبة الآباء».
عندما ترك جون هنري نيومان كنيسة إنجلترا وانضم إلى الكنيسة الرومانية الكاثوليكية نحو عام 1841 أصبح بيوسي المروج الرئيسي للأكسفوردية، مع إمكانية الوصول إلى المسؤولين الدينيين بشكل أفضل من جون كيبل مع بيته الريفي. كما أصبح بيوسي أرملًا بعد أن فقد زوجته عام 1839، وتأثر كثيرًا بالحزن الشخصي. وكانت الأكسفوردية معروفة شعبيًا باسم البيوسية وأتباعها باسم البيوسيين. وكانت بعض المناسبات التي وعظ فيها بيوسي في جامعته بمثابة مراحل مميزة لفلسفة الكنيسة العليا التي روج لها. وتعود ممارسة الاعتراف في كنيسة إنجلترا عمليًا إلى خطبتيه حول الغفران الكامل للتائب خلال عام 1846، حيث أعادتا إحياء عقيدة الأسرار العالية ودعت خطبتاه إلى إحياء نظام التوبة الذي أضافه لاهوتيو العصور الوسطى. وكانت خطبة عام 1853 حول حضور المسيح في القربان المقدس أول من صاغ العقيدة التي أصبحت إلى حد كبير أساس لاهوت أتباعه، وغيرت ممارسات العبادة الأنجليكانية.